# Annie-Jump-Cannon-Preis für Astronomie
Der Annie-Jump-Cannon-Preis für Astronomie wird von der American Astronomical Society an eine in Nordamerika ansässige Astronomin verliehen, die den Doktorgrad nicht mehr als fünf Jahre vor dem Jahr erworben hat, für das der Preis verliehen wird. 
Der Preis beinhaltet ein Honorar von 1.500 US-Dollar und die Einladung, auf einer Tagung der AAS einen Vortrag zu halten.
Der Preis ist zu Ehren der Astronomin Annie Jump Cannon benannt.

## Preisträgerinnen
- 1934 Cecilia Payne-Gaposchkin
- 1937 Charlotte Moore Sitterly
- 1940 Julie Marie Vinter Hansen
- 1943 Antonia Maury
- 1946 Emma Vyssotsky
- 1949 Helen Sawyer Hogg
- 1952 Ida Barney
- 1955 Helen Dodson Prince
- 1958 Margaret Mayall
- 1962 Margaret Harwood
- 1965 Erika Böhm-Vitense
- 1968 Henrietta Hill Swope
- 1974 Beatrice Tinsley
- 1976 Catharine D. Garmany
- 1978 Paula Szkody
- 1980 Lee Anne M. Willson
- 1982 Judith S. Young
- 1984 Harriet L. Dinerstein
- 1986 Rosemary F. G. Wyse
- 1988 Karen Jean Meech
- 1989 Jacqueline N. Hewitt
- 1990 Claudia Megan Urry
- 1991 Jane Luu
- 1992 Elizabeth Lada
- 1993 Stefi Baum
- 1994 Andrea Ghez
- 1995 Suzanne Madden
- 1996 Joan Najita
- 1997 Chung-Pei Ma
- 1998 Victoria M. Kaspi
- 1999 Marion S. (Sally) Oey
- 2000 Alycia J. Weinberger
- 2001 Amy J. Barger
- 2002 Vassiliki Kalogera
- 2003 Annette Ferguson
- 2004 Sara Ellison
- 2006 Lisa J. Kewley
- 2007 Ann Hornschemeier
- 2008 Jenny E. Greene
- 2009 Alicia M. Soderberg
- 2010 Anna Frebel
- 2011 Rachel Mandelbaum
- 2012 Heather Knutson
- 2013 Sarah Dodson-Robinson
- 2014 Emily Levesque
- 2015 Smadar Naoz
- 2016 Laura A. Lopez
- 2017 Rebekah Dawson
- 2018 Lauren Ilsedore Cleeves
- 2019 Blakesley Burkhart
- 2020 Caroline Morley
- 2021 Laura Kreidberg
- 2022 Eve Lee
- 2023 Marta Bryan
- 2024 Jennifer Bergner
- 2025 Maya Fishbach